# Джаміль Агамалієв
Джаміль Агамалієв (азерб. Cəmil Ağamalıyev, 31 серпня 1974) — турецький, раніше азербайджанський шахіст, гросмейстер (2002).
Його рейтинг на листопад 2015 року — 2481 (913-е місце у світі, 8-е в Туреччині).

## Зміни рейтингу
| На цьому місці має відображатися графік чи діаграма, однак з технічних причин його відображення наразі вимкнено. Будь ласка, не видаляйте код, який викликає це повідомлення. Розробники вже працюють для того, щоби відновити штатне функціонування цього графіка або діаграми. | |
| | На цьому місці має відображатися графік чи діаграма, однак з технічних причин його відображення наразі вимкнено. Будь ласка, не видаляйте код, який викликає це повідомлення. Розробники вже працюють для того, щоби відновити штатне функціонування цього графіка або діаграми. |